# Дивизион В (Бутан)
Дивизион В — вторая лига чемпионата Бутана по футболу.
В дивизионе принимают участие 12 команд. Игры проводятся в течение короткого периода времени каждый день в Тхимпху. Чемпионат Дивизиона В проходит в два этапа. Две команды, занявшие последние места, переходят в дивизион С, две первые команды проводят матчи с двумя командами, занявшими последние места в дивизионе А за выход в дивизион А.

## Чемпионы дивизиона В
- до 2002: неизвестно
- 2002: ФК Ригзунг
- 2003:  ФК Ветеран[нидерл.]
- 2004: неизвестно
- 2007: ФК Деченчолинг
- 2008: Тхримсунг
- 2009: ФК Ветеран